# Badalona Dracs 2018
Questa voce raccoglie le informazioni riguardanti i Badalona Dracs nelle competizioni ufficiali della stagione 2018.

## Maschile

### LNFA Serie A 2018

#### Stagione regolare
| 13-14 gennaio 2018 | Badalona Dracs | - – - | Reus Imperials |  |

| Sa Vileta-Son Rapinya 21 gennaio 2018, ore 12:00 | Mallorca Voltors | 0 – 50 referto | Badalona Dracs | Polideportivo Municipal de Son Moix |

| Barcellona 3 febbraio 2018, ore 15:00 | L'Hospitalet Pioners | 6 – 34 referto | Badalona Dracs | Estadi Joan Serrahima |

| Santa Coloma de Gramenet 11 febbraio 2018, ore 11:30 | Badalona Dracs | 48 – 6 referto | Valencia Firebats | Campo de Fútbol Badalona Sud |

| 3-4 marzo 2018 | Reus Imperials | - – - | Badalona Dracs |  |

| Santa Coloma de Gramenet 11 marzo 2018, ore 12:00 | Badalona Dracs | 62 – 13 referto | Mallorca Voltors | Campo de Fútbol Badalona Sud |

| Santa Coloma de Gramenet 18 marzo 2018, ore 15:30 | Badalona Dracs | 42 – 3 referto | L'Hospitalet Pioners | Campo de Fútbol Badalona Sud |

| Moncada 7 aprile 2018, ore 17:00 | Valencia Firebats | 7 – 42 referto | Badalona Dracs | Campo de Rugby UER Moncada |

#### Playoff
| Santa Coloma de Gramenet 6 maggio 2018, ore 11:30 | Badalona Dracs | 78 – 12 referto | Gijón Mariners | Campo de Fútbol Badalona Sud |

| Santa Coloma de Gramenet 20 maggio 2018, ore 11:30 | Badalona Dracs | 48 – 0 referto | Osos de Rivas | Campo de Fútbol Badalona Sud |

| Gijón 2 giugno 2018, ore 18:00 | Murcia Cobras | 26 – 33 referto | Badalona Dracs | Complejo Deportivo Las Mestas |

### European Football League 2018

#### Stagione regolare
| Santa Coloma de Gramenet 24 marzo 2018, ore 18:00 | Badalona Dracs | 10 – 23 (0-0 3-3 0-14 7-6) referto | Seamen Milano | Camp Municipal de Badalona Sud |

| Thonon-les-Bains 14 aprile 2018, ore 18:00 | Black Panthers de Thonon | 20 – 37 (7-0 6-14 0-14 7-9) referto | Badalona Dracs | Stade Joseph-Moynat |

### XXIII Copa de España

#### Fase a eliminazione diretta
| Santa Coloma de Gramenet 2 dicembre 2018, ore 11:30 | Badalona Dracs | 47 – 10 referto | Gijón Mariners | Campo de Fútbol Badalona Sud |

| Guadalajara 15 dicembre 2018, ore 17:30 | Badalona Dracs | 24 – 0 referto | Las Rozas Black Demons | Estadio Pedro Escartín |

### Statistiche di squadra
| Competizione           | %Vittorie | In casa | In casa | In casa | In casa | In casa | In casa | In trasferta | In trasferta | In trasferta | In trasferta | In trasferta | In trasferta | Totale | Totale | Totale | Totale | Totale | Totale |
| Competizione           | %Vittorie | G       | V       | N       | P       | Pf      | Ps      | G            | V            | N            | P            | Pf           | Ps           | G      | V      | N      | P      | Pf     | Ps     |
| ---------------------- | --------- | ------- | ------- | ------- | ------- | ------- | ------- | ------------ | ------------ | ------------ | ------------ | ------------ | ------------ | ------ | ------ | ------ | ------ | ------ | ------ |
| LNFA Stagione regolare | 1.000     | 3       | 3       | 0       | 0       | 152     | 22      | 3            | 3            | 0            | 0            | 126          | 13           | 6      | 6      | 0      | 0      | 278    | 35     |
| LNFA Playoff           | 1.000     | 2       | 2       | 0       | 0       | 126     | 12      | 1            | 1            | 0            | 0            | 33           | 26           | 3      | 3      | 0      | 0      | 159    | 38     |
| Coppa                  | 1.000     | 2       | 2       | 0       | 0       | 71      | 10      | 0            | 0            | 0            | 0            | 0            | 0            | 2      | 2      | 0      | 0      | 71     | 10     |
| EFL                    | .500      | 1       | 0       | 0       | 1       | 10      | 23      | 1            | 1            | 0            | 0            | 37           | 20           | 2      | 1      | 0      | 1      | 47     | 43     |
| Totale                 | .923      | 8       | 7       | 0       | 1       | 359     | 67      | 5            | 5            | 0            | 0            | 196          | 59           | 13     | 12     | 0      | 1      | 555    | 126    |

## Femminile

### LNFA Femenina 2018

#### Stagione regolare
| Terrassa 21 gennaio 2018, ore 16:00 | Terrassa Reds | 44 – 6 referto | Badalona Dracs | Pistas de Can Jofresa |

| Badalona 4 febbraio 2018, ore 13:30 | Badalona Dracs | 0 – 34 referto | Barcelona Búfals | Camp Municipal de Montigalà |

| Barberà del Vallès 10 febbraio 2018, ore 16:00 | Barberá Rookies | 57 – 0 referto | Badalona Dracs | Instal·lacions de Can Llobet |

| Santa Coloma de Gramenet 25 febbraio 2018, ore 11:30 | Badalona Dracs | 0 – 21 referto | L'Hospitalet Pioners | Campo de Fútbol Badalona Sud |

| Santa Coloma de Gramenet 18 marzo 2018, ore 11:30 | Badalona Dracs | 2 – 13 referto | Terrassa Reds | Campo de Fútbol Badalona Sud |

| Barcellona 25 marzo 2018, ore 16:00 | Barcelona Búfals | 38 – 0 referto | Badalona Dracs | Camp de Futbol de la Barceloneta |

| Santa Coloma de Gramenet 15 aprile 2018, ore 11:30 | Badalona Dracs | 0 – 37 referto | Barberá Rookies | Campo de Fútbol Badalona Sud |

| L'Hospitalet de Llobregat 22 aprile 2018, ore 11:00 | L'Hospitalet Pioners | 30 – 6 referto | Badalona Dracs | Estadi La Feixa Llarga |

### Statistiche di squadra
| Competizione            | %Vittorie | In casa | In casa | In casa | In casa | In casa | In casa | In trasferta | In trasferta | In trasferta | In trasferta | In trasferta | In trasferta | Totale | Totale | Totale | Totale | Totale | Totale |
| Competizione            | %Vittorie | G       | V       | N       | P       | Pf      | Ps      | G            | V            | N            | P            | Pf           | Ps           | G      | V      | N      | P      | Pf     | Ps     |
| ----------------------- | --------- | ------- | ------- | ------- | ------- | ------- | ------- | ------------ | ------------ | ------------ | ------------ | ------------ | ------------ | ------ | ------ | ------ | ------ | ------ | ------ |
| LNFAF Stagione regolare | .000      | 4       | 0       | 0       | 4       | 2       | 105     | 4            | 0            | 0            | 4            | 12           | 169          | 8      | 0      | 0      | 8      | 14     | 274    |
| Totale                  | .000      | 4       | 0       | 0       | 4       | 2       | 105     | 4            | 0            | 0            | 4            | 12           | 169          | 8      | 0      | 0      | 8      | 14     | 274    |